# Glenea miroides
Glenea miroides là một loài bọ cánh cứng trong họ Cerambycidae.